# Чинёнов, Олег Дмитриевич
Олег Дмитриевич Чинёнов (27 марта 1940, Москва — 18 ноября 1996, Москва) — советский футболист, тренер и арбитр всесоюзной категории (18.10.1978).
В качестве главного арбитра обслуживал Финал Кубка СССР по футболу среди женщин 1991 года.
В качестве ассистента главного арбитра обслуживал Финал Кубка СССР по футболу 1980 года и матч ⅛ финала кубка кубков между командами «Локомотив» (Кошице) — «Риека» (2:0) 1980 года.